# Ivana Brlić-Mažuranić
Ivana Brlić-Mažuranić, född 18 april 1874 i Ogulin, död 21 september 1938 i Zagreb, var en kroatisk författare. Brlić-Mažuranić anses ha varit en av de främsta kroatiska barnboksförfattarna genom tiderna och kallades redan under sin levnadstid för "Kroatiens H.C. Andersen". Vid fyra tillfällen 1931-1938 nominerades hon till nobelpriset i litteratur.

## Biografi

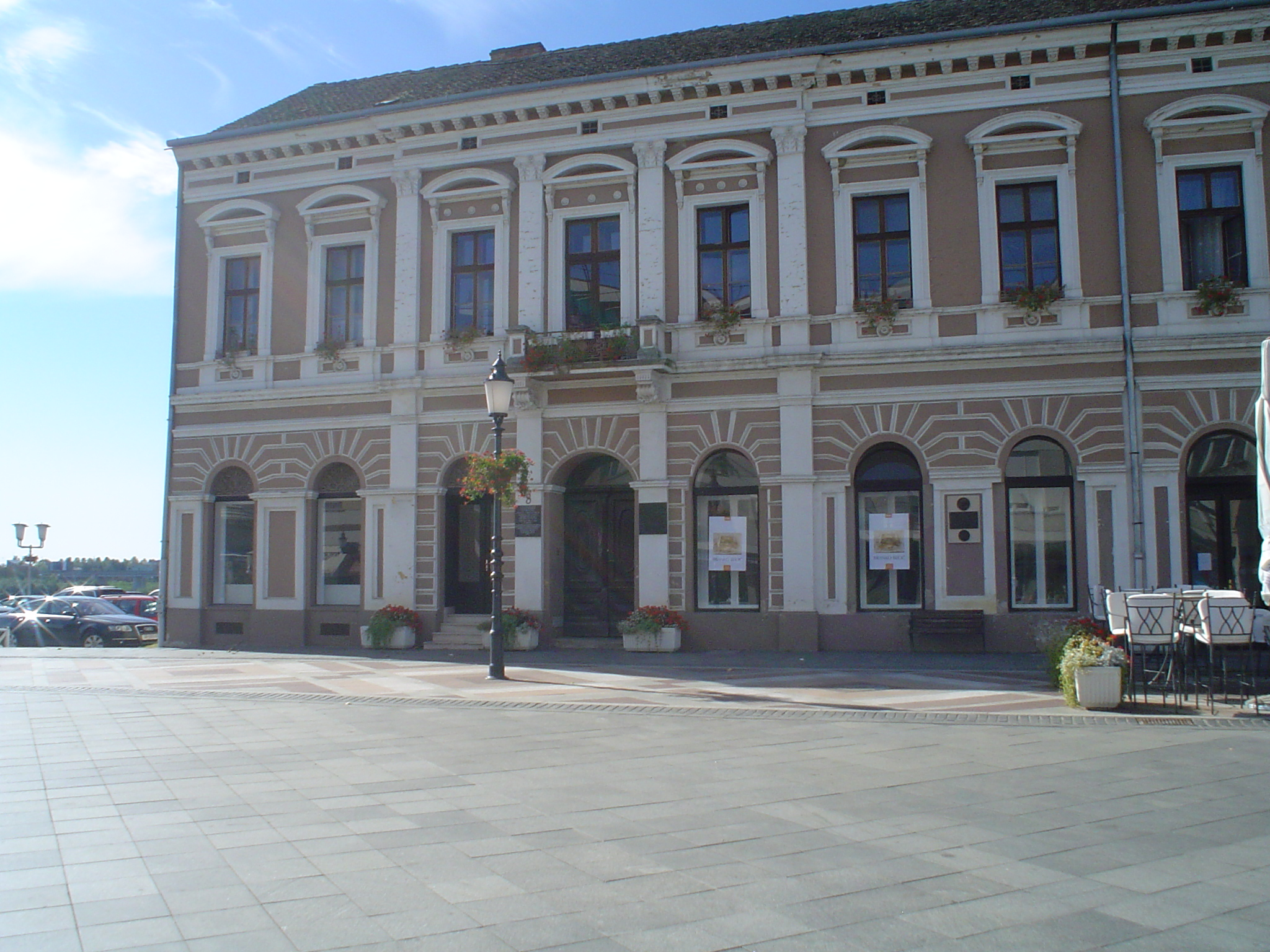
Huset i Slavonski Brod där Ivana Brlić-Mažuranić levde och var verksam.

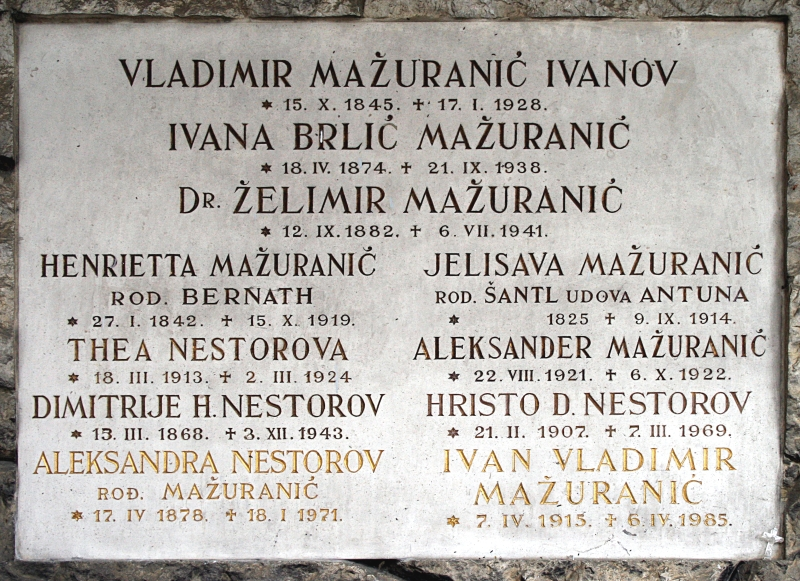
Ivana Brlić-Mažuranićs gravsten på Mirogojkyrkogården.

### Bakgrund
Ivana föddes 1874 i Ogulin i dåvarande Österrike-Ungern. Familjen Mažuranić var välkänd. Fadern Vladimir Mažuranić var författare, historiker och advokat. Modern Henrietta Mažuranić (född Bernath) kom från en framstående familj från Varaždin. Ivanas farfar Ivan Mažuranić var poet och Kroatiens ban 1873-1880. Hennes farmor Aleksandra Mažuranić var syster till Dimitrija Demeter, en av illyrismens frontfigurer.

### Uppväxt, utbildning och familj
Ivana fick till största del hemundervisning. 1878 flyttade familjen till Karlovac, därefter Jastrebarsko och 1882 till Zagreb. 1892 gifte hon sig med advokaten och politikern Vatroslav Brlić. Hon flyttade därefter till makens hemort Brod na Savi (dagens Slavonski Brod) och kom där att tillbringa större delen av sitt liv. Paret fick sex barn.

### Död och eftermäle
Brlić-Mažuranić led under många år av depressioner och den 21 september 1938 begick hon självmord i Zagreb. Flera av hennes verk kom att få internationell och spridning och översättas till flera språk.

## Författarskap
Ivana började tidigt att skriva poesi och essäer men det var först i början av 1900-talet som hennes verk kom att publiceras. Som nioåring skrev hon 1883 dikterna Ma Croatie och Le bonheur. Dessa skrevs på franska. När hon 1886 besökte födelseorten Ogulin skrev hon dikten Zvijezdi moje domovine. Den första skriven på kroatiska. 
Först 1913 då romanen Čudnovate zgode šegrta Hlapića publicerades fångade hon allmänhetens intresse. Romanen handlar om den föräldralösa pojken Hlapić som arbetar som lärling hos den stygge skomakaren Mrkonja. 1916 publicerades novellsamlingen Priče iz davnine (översatt till svenska 1929 med titeln Lavendel och rosmarin). I denna sagosamling, ursprungligen bestående av sex sagor, finns motiv från den slaviska mytologin och det förkristna Kroatien. Det var denna samling som gav Ivana Brlić-Mažuranić smeknamnet "Kroatien H.C. Andersen" eller "J.R.R. Tolkien".
I sina memoarer framhåller Ivana tre personer som sina förebilder; farfadern Ivan Mažuranić, författaren Franjo Marković och biskopen Josip Juraj Strossmayer. Hon uppger dock att det var hennes barn som gav henne en outtröttlig kraft att skriva.

## Verk
- 1902 - Valjani i nevaljani
- 1905 - Škola i praznici
- 1912 - Slike
- 1913 - Čudnovate zgode šegrta Hlapića
- 1916 - Priče iz davnine
- 1923 - Knjige o omladini
- 1935 - Iz arhive obitelji Brlić u Brodu na Savi
- 1937 - Jaša Dalmatin, potkralj Gudžarata
- 1939 - Srce od licitara
- 1943 - Basne i bajke

## Översättningar
Brlić-Mažuranićs verk har översatts till flera europeiska språk. Romanen Čudnovate zgode šegrta Hlapića har tack vare esperantister fått spridning över hela världen och översatts till bland annat bengali (av Probal Dashgupta), hindi och kinesiska (av Shi Cheng Tai), japanska (av Sekoguchi Ken) och farsi (av Achtar Etemadi).

## Filmografi

### Animerade filmatiseringar
- 1997 - Čudnovate zgode šegrta Hlapića (Kroatien)

### Spelfilmer
- 2013 - Šegrt Hlapić (Kroatien)[9]

### Fotnoter
1. 1 2  Hyperex.co.uk (engelska)
2. 1 2  Ogulin.hr Arkiverad 4 december 2013 hämtat från the Wayback Machine.- Ogulins officiella webbplats(kroatiska)
3. ↑  Nobelprize.org - Nobelprisets officiella webbplats, nominerad 1931 (engelska)
4. ↑  Nobelprize.org - Nobelprisets officiella webbplats, nominerad 1935 (engelska)
5. ↑  Nobelprize.org - Nobelprisets officiella webbplats, nominerad 1937 (engelska)
6. ↑  Nobelprize.org - Nobelprisets officiella webbplats, nominerad 1938 (engelska)
7. 1 2 3  Kkd-ibm.hr Arkiverad 24 december 2013 hämtat från the Wayback Machine. (kroatiska)
8. ↑  Tolkien.com.hr Arkiverad 24 december 2013 hämtat från the Wayback Machine. (kroatiska)
9. ↑  Imdb.com (engelska)